# کلیزیو
کلیزیو (به فرانسوی: Cleyzieu) یک کمون در فرانسه است که در Canton of Saint-Rambert-en-Bugey واقع شده‌است.

## خصوصیات
کلیزیو ۷٫۸۲ کیلومترمربع مساحت و ۱۳۱ نفر جمعیت دارد و ۵۹۴ متر بالاتر از سطح دریا واقع شده‌است.